# プログレスM-11
プログレスM-11はロシア連邦が1992年にミール宇宙ステーションの補給のために打ち上げたプログレス補給船。ミールに打ち上げられた64機のプログレスのうち29機目であり、プログレス-M (11F615A55)型で、シリアル番号は212であった。

## 搭載貨物
ミールEO-10クルー向けの食料、水、酸素や、科学実験用品、機動補正やマニューバ用の燃料などが積まれていた。プログレスM-11はソビエト連邦崩壊後最初にミールに到着した宇宙機であった。

## 運用
プログレスM-11は1992年1月25日7時50分16秒(GMT)にバイコヌール宇宙基地1/5発射台からソユーズ-U2で打ち上げられた。2日の飛行の後、1月27日9時30分43秒(GMT)にミールのコアモジュール前方ポートにドッキングした。
46日間のドッキング飛行中、ミールは357kmから393kmの高度、51.6度の傾斜角の軌道を飛行した。プログレスM-11は同年3月13日8時43分40秒(GMT)にミールよりドッキングを解除し離脱、数時間後に軌道を離脱し、15時47分ごろ太平洋上の大気圏に再突入し破壊された。

## 註
1. 1 2 3 4  McDowell, Jonathan. “Satellite Catalog”.   Jonathan's Space Page. 2009年8月31日閲覧。
2. ↑  “Progress M-11”. NSSDC Master Catalog.   US National Space Science Data Center. 2009年8月31日閲覧。
3. ↑  Krebs, Gunter. “Progress-M 1 - 13, 15 - 37, 39 - 67 (11F615A55, 7KTGM)”.   Gunter's Space Page. 2009年8月31日閲覧。
4. 1 2  McDowell, Jonathan. “Launch Log”.   Jonathan's Space Page. 2009年8月31日閲覧。
5. 1 2  Anikeev, Alexander. “Cargo spacecraft "Progress M-11"”.   Manned Astronautics - Figures & Facts. 2007年10月9日時点のオリジナルよりアーカイブ。2009年8月31日閲覧。
6. ↑  Wade, Mark. “Progress M”.   Encyclopedia Astronautica. 2016年7月11日閲覧。